# Elosuchus
Elosuchus — це вимерлий рід крокодилоподібних Neosuchian, який жив у середній крейді на території сучасної Африки (Нігер, Марокко та Алжир). 

## Опис і систематика

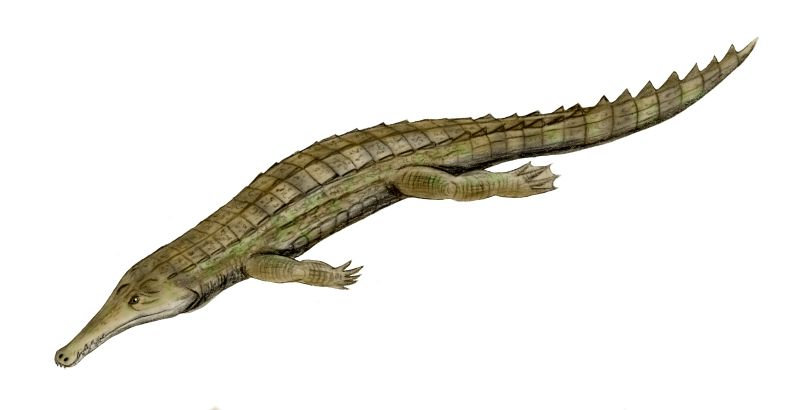
реконструкція

Elosuchus мав подовжену морду, як у гавіала, і, ймовірно, був повністю водною твариною. Типовий вид, E. cherifiensis з Алжиру та Марокко, спочатку був описаний як вид Thoracosaurus, але був визнаний як рід, окремий від Thoracosaurus у 2002 році. Elosuchus felixi, описаний у формації Ечкар у Нігері, був перейменований у Fortignathus у 2016 році і є або родичем дирозаврида, або дирозавридом, що не відноситься до гіпозаврів.

## Філогенетика
де Бройн (2002) створив родину Elosuchidae, щоб включити Elosuchus і рід Stolokrosuchus з Нігеру. Однак останній філогенетичний аналіз зазвичай показує, що столокрозух є одним із самих базальних неозухів, лише віддалено пов’язаних з Elosuchus. Деякі аналізи виявляють монофілетичні Pholidosauridae, що включають Elosuchus, тоді як інші аналізи показують, що Elosuchus гніздується з таксонами, як Sarcosuchus, у кладі як сестринський таксон до вузла Dyrosauridae+Pholidosauridae.